# Lana Wood
Lana Wood, nome artístico de Svetlana Nikolaevna Zakharenko (Santa Monica, 1 de março de 1946), é uma atriz e produtora norte-americana. Nascida em Santa Mônica, é filha de imigrantes russos. Ficou conhecida por sua atuação nos filmes de James Bond, no papel da sensual 'Plenty O'Toole ', em 007 Os Diamantes São Eternos, de 1971. É irmã mais nova da também atriz Natalie Wood, falecida afogada, mas em circunstâncias misteriosas, no ano de 1981, o que abalou muito a vida de Lana Wood.

## Biografia
Filha dos imigrantes russos Nikolai Stepanovich Zakharenko (1912–1980) e Maria Stepanovna Zudilova  Zakharenko (1912–1996). Seu pai nasceu em Vladivostok em uma família pobre. Era filho de Stepan Zakharenko, um operário de fábrica de chocolate que se juntou às forças civis anti-Bolchevique durante a Guerra Civil Russa. Seu avô foi morto em 1918 em uma briga de rua entre soldados Vermelho e Branco russos. Depois disso, sua esposa e seus três filhos fugiram para a casa de parentes em Montreal. Mais tarde, eles se mudaram para San Francisco, onde Nikolai trabalhou como diarista e carpinteiro.
A mãe de Lana nasceu em Barnaul. Seu pai Stepan possuía fábricas de sabão e velas, bem como uma propriedade fora da cidade. Com o início da guerra civil, sua família deixou a Rússia, reassentando como refugiados na cidade chinesa de Harbin. Seus pais separaram-se ao mudarem-se para Harbin, e sua mãe casou-se com Alexander Tatuloff, e teve uma filha, Olga (1927–2015), nascida na China.
Sua irmã recebeu seu sobrenome artístico por causa do diretor Sam Wood, quando começou sua carreira de atriz-mirim, os quatro anos de idade. Quando Lana estreou no cinema, aos dez anos, com a irmã mais velha em Rastros de Ódio, um western clássico de John Ford, de 1956, sua mãe Maria concordou, ao ser perguntada, que ela fosse creditada como Wood, assim como a irmã já famosa.
Em 1970, Lana posou nua para a revista Playboy e, apesar da desaprovação de Natalie, as fotos chamaram atenção o suficiente para que ela fosse escalada em 007 Os Diamantes são Eternos como Plenty O'Toole, a sexy bond girl que se envolve com Bond, após conhecê-lo num cassino, no início do filme, e o papel que a tornaria conhecida em todo mundo, graças à popularidade dos filmes de 007.
Lana fez cerca de vinte filmes no cinema e na televisão em sua carreira de atriz, nenhum deles lhe dando a projeção que 007 lhe deu, e em 1982 passou à produção de filmes. Escreveu um best-seller, Natalie, A Memoir by Her Sister, sobre a irmã famosa pouco após a morte desta, num acidente até hoje mal explicado em 1983, que também se tornou uma autobiografia. No livro, ela afirma que teve um caso de amor com Sean Connery nos bastidores das filmagens de James Bond.
Casada quatro vezes, com um casamento aos 16 anos anulado e três divórcios, Lana tem uma filha de seu último casamento e três netos.